# Омежник яванский
Омежник яванский или омежник лежачий (лат. Oenanthe javanica)  — вид растений рода омежник (Oenanthe) происходит из Восточной Азии. Культивируется и используется в пищу как листовой овощ. Он широко распространен в Азии в регионах с умеренным и тропическим климатом, а также в Квинсленде, Австралия. Обиходные названия в месте произрастения: водяная капля Ява, водяной сельдерей, водяная капля, китайский сельдерей, индийский щитолистник, японская петрушка или корейская петрушка. Растение получило мировую известность под корейским названием минари благодаря одноименному фильму 2020 года.
Это растение не следует путать с растениями рода Криптотения (Cryptotaenia), иногда называемого «японской дикой петрушкой» (mitsuba по-японски). Также омежник яванский похож на вёх ядовитый, который в Корее называют ток-минари, но, в отличие от минари, не используют в пищу.

## Описание

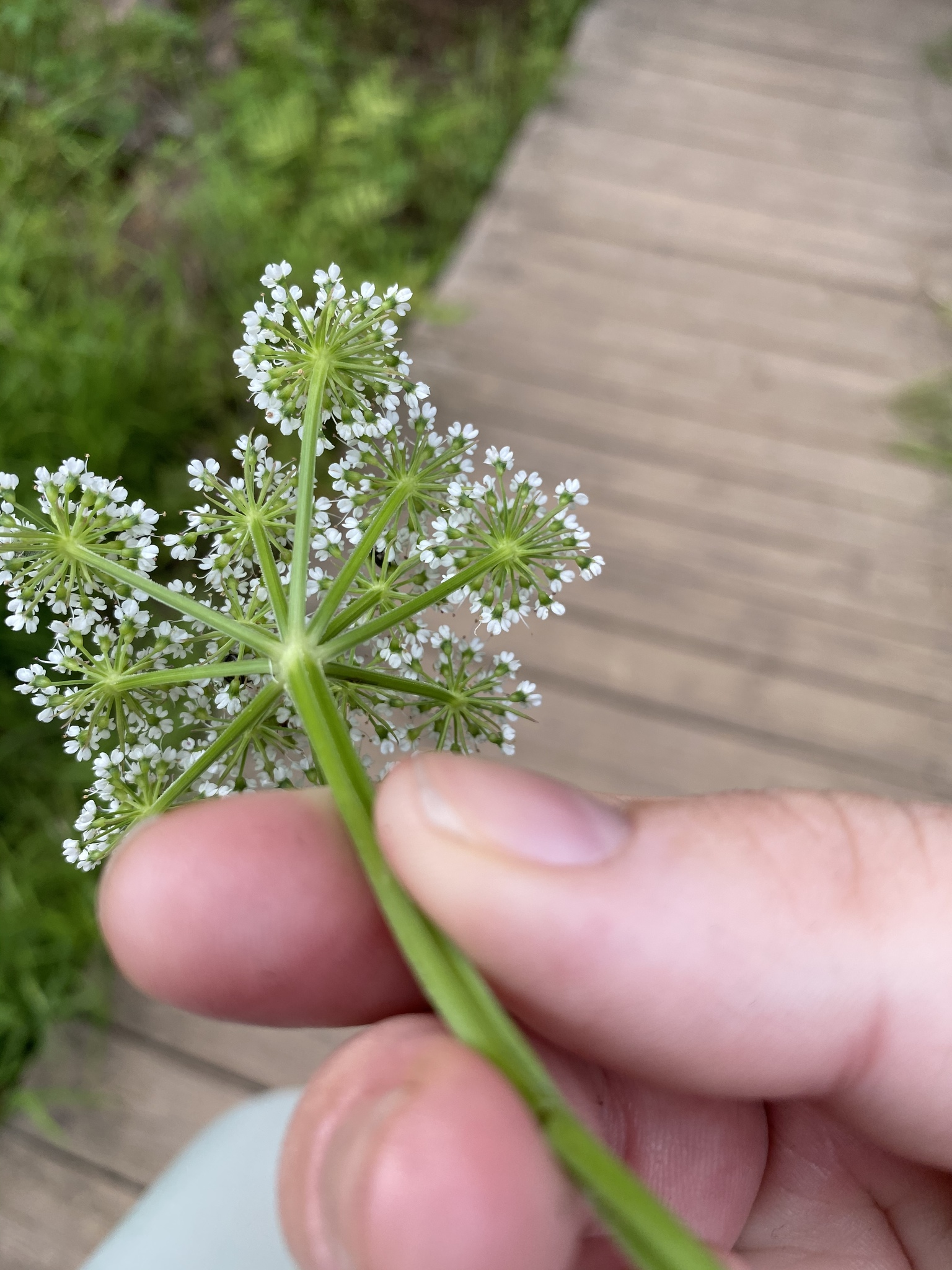
Соцветие

Многолетнее травянистое растение высотой около 1 м, с мочковатыми корнями, выходящими из всех узлов, и цветками с 5 белыми лепестками и 5 тычинками. Листья ароматные, голые, с чехлом, покрывающим стебель. Листочки разделены на доли и морщинистые.
Сорт «Фламинго» имеет ярко-розовые края.
Растет в диком виде во влажных местах, вдоль ручьев и по краям прудов.
Растение официально считается инвазивным в нескольких штатах США.

## Кулинарное использование
В то время как многие другие виды Oenanthe чрезвычайно токсичны, Oenanthe javanica съедобен даже в сыром виде и культивируется в Китае, Индии, Японии, Корее, Индонезии, Малайзии, Таиланде, Тайване и Вьетнаме, а также в Италии, где ее весенние побеги употребляют как листовой овощ.
Корейскую петрушку любят за свежий вкус и более насыщенный, чем у другой зелени, аромат. Будучи растением с полым стеблем, подобно ипомее водяной («консимчхэ»), минари остаётся хрустящим и свежим даже после бланширования. Остаётся хрустящим, даже если заквасить её, как кимчхи, или замариновать в соевом соусе.
Обычно его начинают собирать в начале февраля. Окончание сезона приходится на март-апрель. Минари продаётся не только в свежем, но и засушенном виде (건미나리).

### Индия
В местном масштабе известен как компрек (манипури ꯀꯣꯝꯄ꯭ꯔꯦꯛ ), его обычно употребляют в северо-восточном индийском штате Манипур, где он является одним из основных ингредиентов манипури эромба и синджу.

### Япония
Называется сери (セリ) в японском языке это один из ингредиентов символического блюда, которое употребляют на японском весеннем празднике Нанакуса-но-сэкку. 

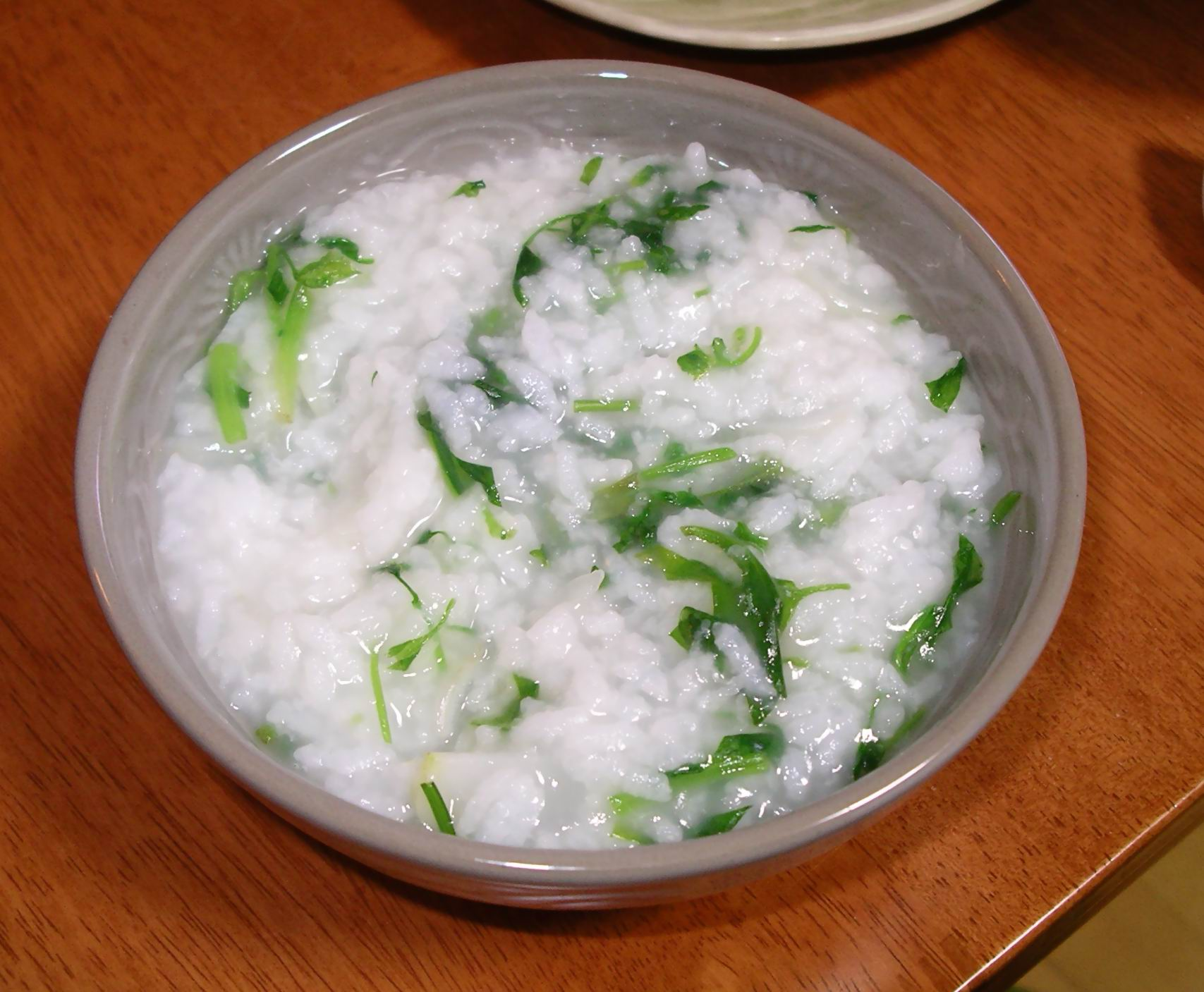
Нанакуса- гаю (отвар из семи трав), который едят на Нанакуса-но-сэкку (фестиваль семи трав)

### Корея
В Корее омежник растёт везде в стране, поэтому он очень привычен для корейцев. Растение называют минари (미나리) и едят как овощ намуль. Помимо этого, минари традиционно использовался в этнической медицине от различных заболеваний.
Минари едят свежим, готовят салаты, квасят кимчхи. В 1920-е годы минари был настолько популярен, что в газетах печатали рыночные цены на него.

Отмеченный наградами драматический фильм 2020 года «Минари» назван по названию овоща.

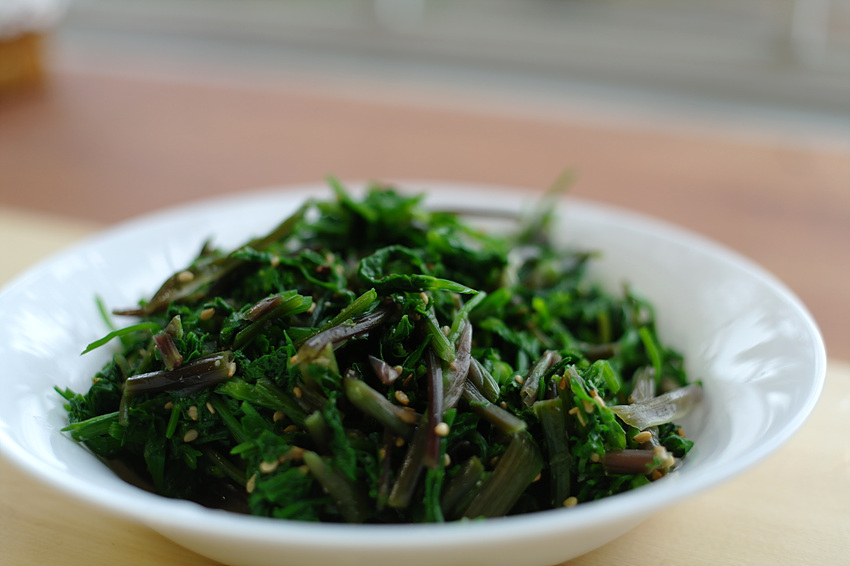
Минаримуним (салат из приправленной водяной рябины)
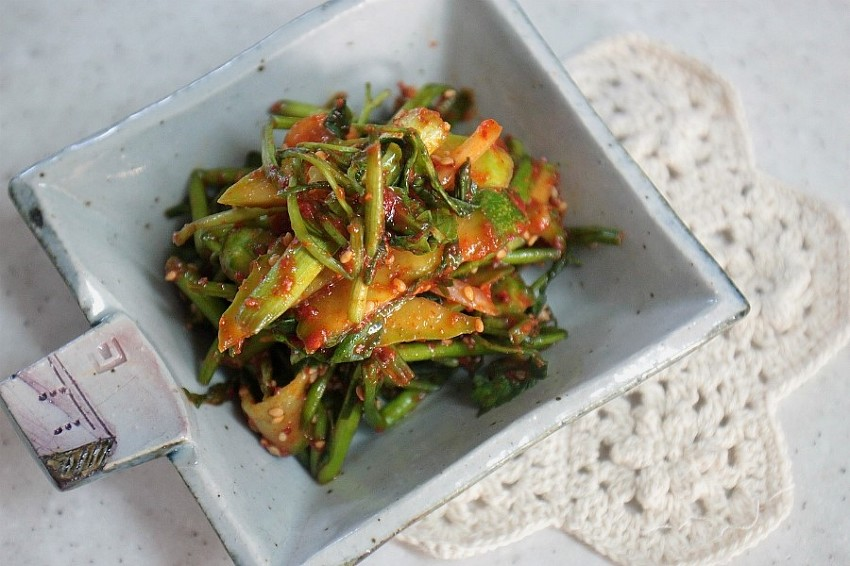
Минари- ои -мучим (салат из приправленных водяных капель и огурцов)
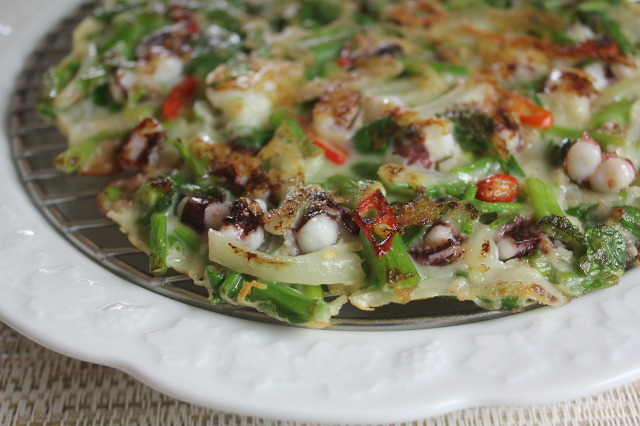
Минари- бучимгаэ (лепешка из водяной рябины)
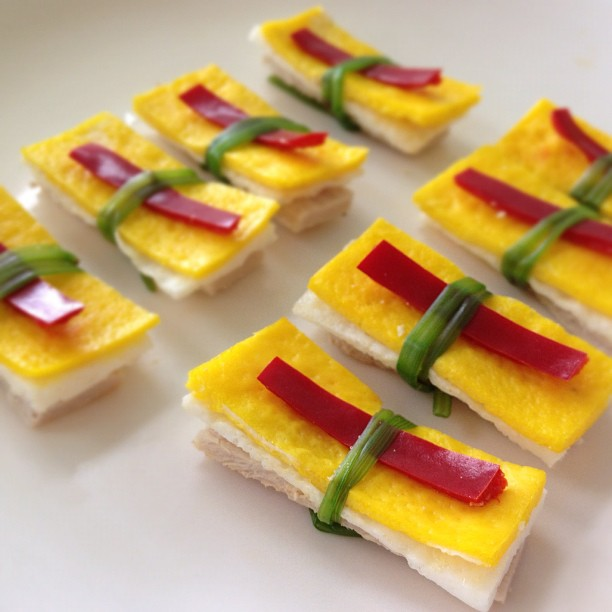
Минари- ганхо (рулетики из водяной рябины)

## Выращивание
В Корее минари в целом делится на то, что выращивается на заливном поле, и то что растёт на суходольном поле. Первое растёт в воде, и у него полый стебель, тогда как у второго он относительно заполненный.
Отдельно выделяют ханчжэ-минари, который известен на всю Корею. Его выращивают таким способом, что получается промежуточный вариант, так как местная вулканическая почва в местечке Ханчже обеспечивает идеальный дренаж, и стебли у ханчжэ-минари в основном полные, но растение хрустящее и ароматное. Ханчжэ называют зону деревень Чхохён-ри, Ымчжи-ри, Пхёнян-ри и Сан-ри в уезде Чхондо, провинции Кёнсан-Пукто.

## Состав
Растение содержит персикарин и изорамнетин.
Директор Института традиционной корейской кухни Юн Сук Ча отмечает, что в Минари содержится много железа и пищевых волокон.